# Manuel Sanromà Lucía
|  | No s'ha de confondre amb Manuel Sanroma Valencia. |

Manuel Sanromà Lucía   (Tarragona, 9 de juliol de 1956) és un professor de matemàtica aplicada de la Universitat Rovira i Virgili i del domini .cat, i fou el primer president de la Fundació puntCAT. És membre de la Internet Society i en fou el director del capítol català. Fou membre fundador i cap de colla de la Colla Jove Xiquets de Tarragona. L'octubre de 2023 esdevingué president de CIVICAi, una associació que treballa pel lliure accés i el bon ús de la Intel·ligència Artificial.

## Obra
- 2007: El Big Bang. Col·lecció Vull Saber de l'Editorial UOC.
- 2012: La cosmologia en el segle XXI: entre la física i la filosofia. Col·lecció Ciència i Humanisme de Publicacions URV.[7]